# Mangonville
Mangonville település Franciaországban, Meurthe-et-Moselle megyében. Lakosainak száma 209 fő (2022. január 1.). Mangonville Leménil-Mitry, Bainville-aux-Miroirs, Laneuveville-devant-Bayon, Roville-devant-Bayon és Virecourt községekkel határos.

## Népesség
A település népességének változása:
| Lakosok száma | 224  | 236  | 231  | 234  | 228  | 231  | 226  | 218  | 215  | 209  |
|               | 1968 | 1982 | 1990 | 2006 | 2013 | 2015 | 2017 | 2019 | 2020 | 2022 |